# 鞘嘴鸥属
鞘嘴鸥属（学名：Chionis）是鸻形目鞘嘴鸥科的唯一一属，目前仅存两种：白鞘嘴鸥（C. alba）和黑脸鞘嘴鸥（C. minor），全部分布于南极洲。通体白色，其上喙覆盖有角质薄膜，故名。杂食性，常以海藻、鸟粪、鸟蛋、幼鸟、死尸等为食。